# Raqqa
Raca, Raqqa ou Rakka (em árabe: الرقة, "ar-raqqa") é uma cidade do centro-norte da Síria, situada na parte ocidental da região historicamente chamada Al-Jazira, ou Mesopotâmia Superior, que hoje se reparte entre as repúblicas da Síria e do Iraque. Tinha cerca de 220 488 habitantes na zona urbana e 338 773 habitantes na área metropolitana em 2004. É capital da província homônima e está na margem norte do rio Eufrates.
Al-Raqqah foi palco de grandes batalhas durante a Guerra Civil Síria. A cidade foi primeiramente capturada, em março de 2013, por militantes da oposição síria. Eventualmente, o grupo extremista auto-proclamado Estado Islâmico do Iraque e da Síria tomou a cidade e expulsou tanto os simpatizantes da oposição quanto do regime Assad da região. O Estado Islâmico proclamou a criação de um califado sob a lei da sharia e fez de Raqqa sua nova capital na Síria em 2014. Subsequentemente, forças aéreas do governo sírio, da Rússia, dos Estados Unidos e aliados, iniciaram uma grande campanha de bombardeios por toda a região. A 17 de outubro de 2017, após cinco meses de intensos combates, lideranças militares curdas anunciaram que a cidade de Raqqa havia sido libertada e os militantes do Estado Islâmico teriam sido expulsos da região.

## História
Foi fundada pelo imperador selêucida Seleuco II Calínico (r. 246–226 a.C.), a quem deve o nome de Calínico (em grego:  Kallinikos; em latim: Callinicum) que teve até à conquista islâmica (exceto por um breve período no qual se chamou Leontópolis, pelo imperador Leão I, o Trácio (r. 457–474). Em 542, foi destruída pelo xá sassânida Cosroes I e reconstruída pelo bizantino Justiniano I (r. 527–565).
Nas suas proximidades teve lugar em 657 a importante Batalha de Sifim, que marcou o início da divisão do islamismo em várias seitas.
A cidade de Raqqa declinou no final do século IX por causa da guerra contínua entre os abássidas e os tulúnidas, e depois com o movimento xiita dos carmatas. Durante o período dos hamadânidas na década de 940, o declínio foi maior. No final do século X e até ao início do século XII, Raqqa foi controlada por dinastias beduínas.
Raqqa teve um segundo ressurgimento, baseado na agricultura e na produção industrial, durante o período dos zênguidas e aiúbidas no século XII e primeira metade do século XIII.

## Guerra Civil Síria
Durante a Guerra Civil Síria, Raqqa foi a primeira grande cidade síria e a primeira capital de província a cair sob controlo dos rebeldes, após dias de intensos combates. Em resposta à queda da cidade, a força aérea síria bombardeou o centro da cidade causando a morte de 39 pessoas. Forças do governo sírio que foram enviadas para retomar a cidade acabaram sendo detidas e expulsas das proximidades. Em agosto de 2013, militantes islamitas e membros de grupos fundamentalistas assumiram o controle do município e de áreas vizinhas, expulsando outros grupos rebeldes rivais da região.

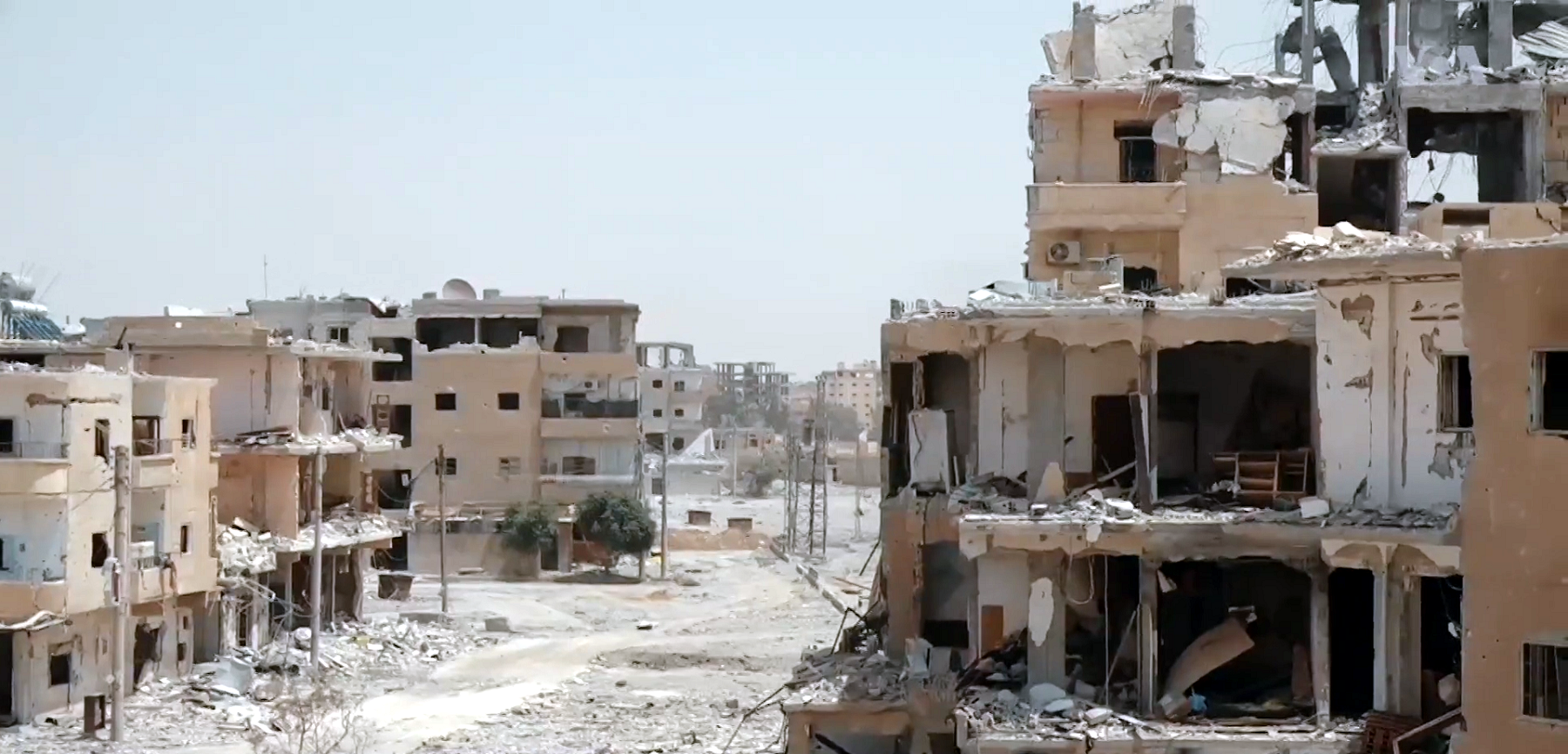
Um bairro em ruínas de Raqqa, em 2017, após anos de batalhas.

O auto-proclamado grupo Estado Islâmico do Iraque e do Levante (ou EIIL) têm, segundo várias fontes, impondo à população da província uma interpretação extremamente rígida do Alcorão e da sharia, onde por exemplo fumar ou ouvir música na rádio pode levar a penas de chicotadas em público ou até à morte. Foram publicadas várias leis rigorosas que exigem o encerramento de barbearias e cabeleireiros e até se proibe que as mulheres se sentem. Segundo relatos de habitantes locais sob anonimato, o clima de medo paira na cidade, onde nem muçulmanos e cristãos estariam a salvo e, segundo estes, os cristãos estariam sendo obrigados em pagar um imposto especial, para não serem expulsos ou molestados. O EIIL era tão radical na interpretação do Alcorão que foi mesmo expulso pela também radical Al Qaeda.
Em 2014, o EIIL proclamou Raqqa como sua capital na Síria e a tornou uma de suas principais bases de poder no Oriente Médio. Forças aéreas dos Estados Unidos, de nações da Europa, da Rússia e do governo sírio tem submetido a cidade a frequentes bombardeios.
Em Junho de 2017, as Forças Democráticas Sírias começaram um esforço para retomar a cidade, criando uma batalha para tentar libertar a cidade das mãos do Estado Islâmico.
A 17 de Outubro de 2017, milícias curdas e árabes (encabeçadas pelas Forças Democráticas Sírias), com o apoio dos Estados Unidos, anunciaram que haviam reconquistado a cidade de Raqqa, pondo fim a mais de três anos de ocupação. Ainda assim, segundo observadores, combates esporádicos ainda eram ouvidos pela região.

## Imagens

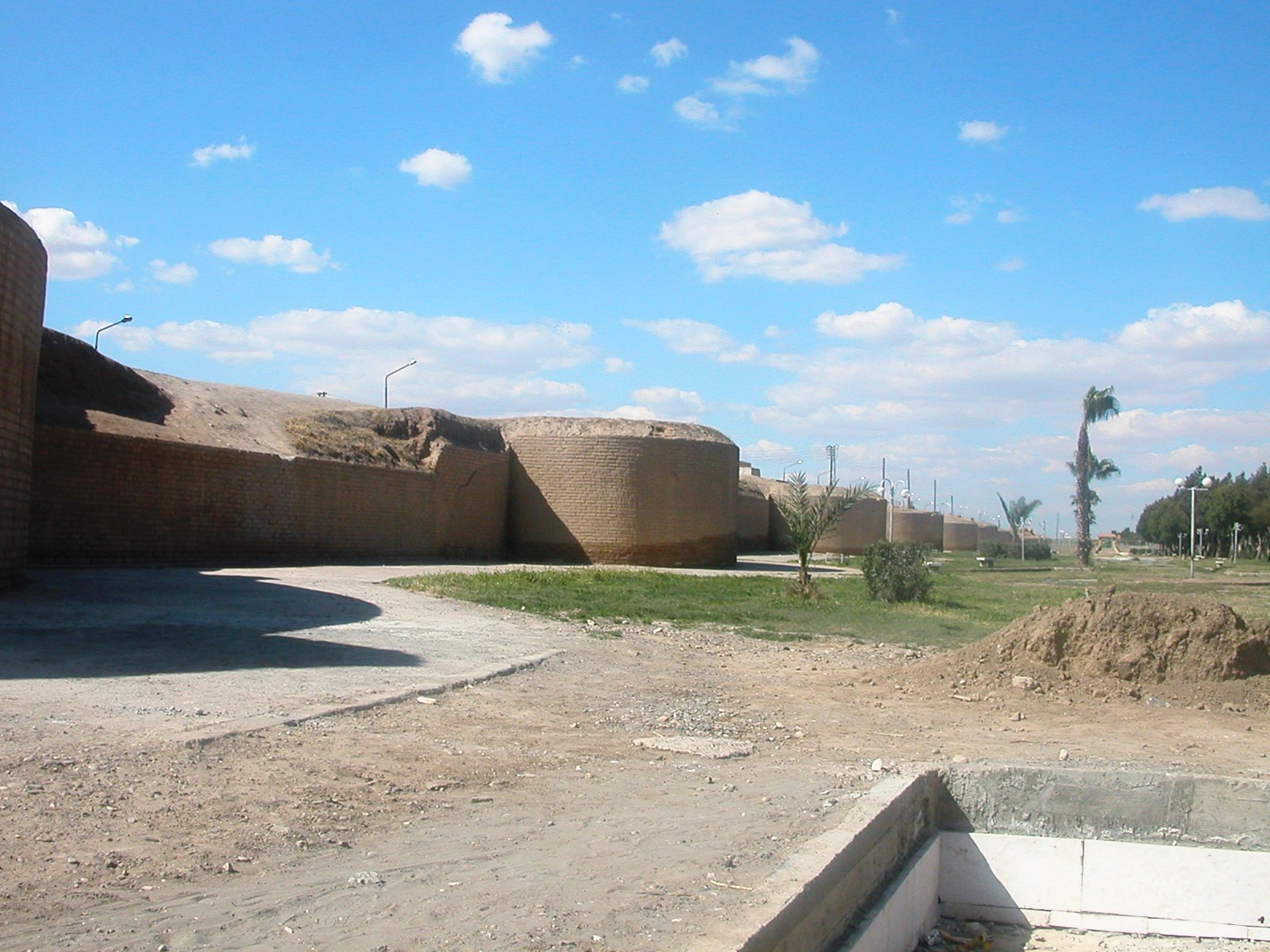
Muralhas da cidade
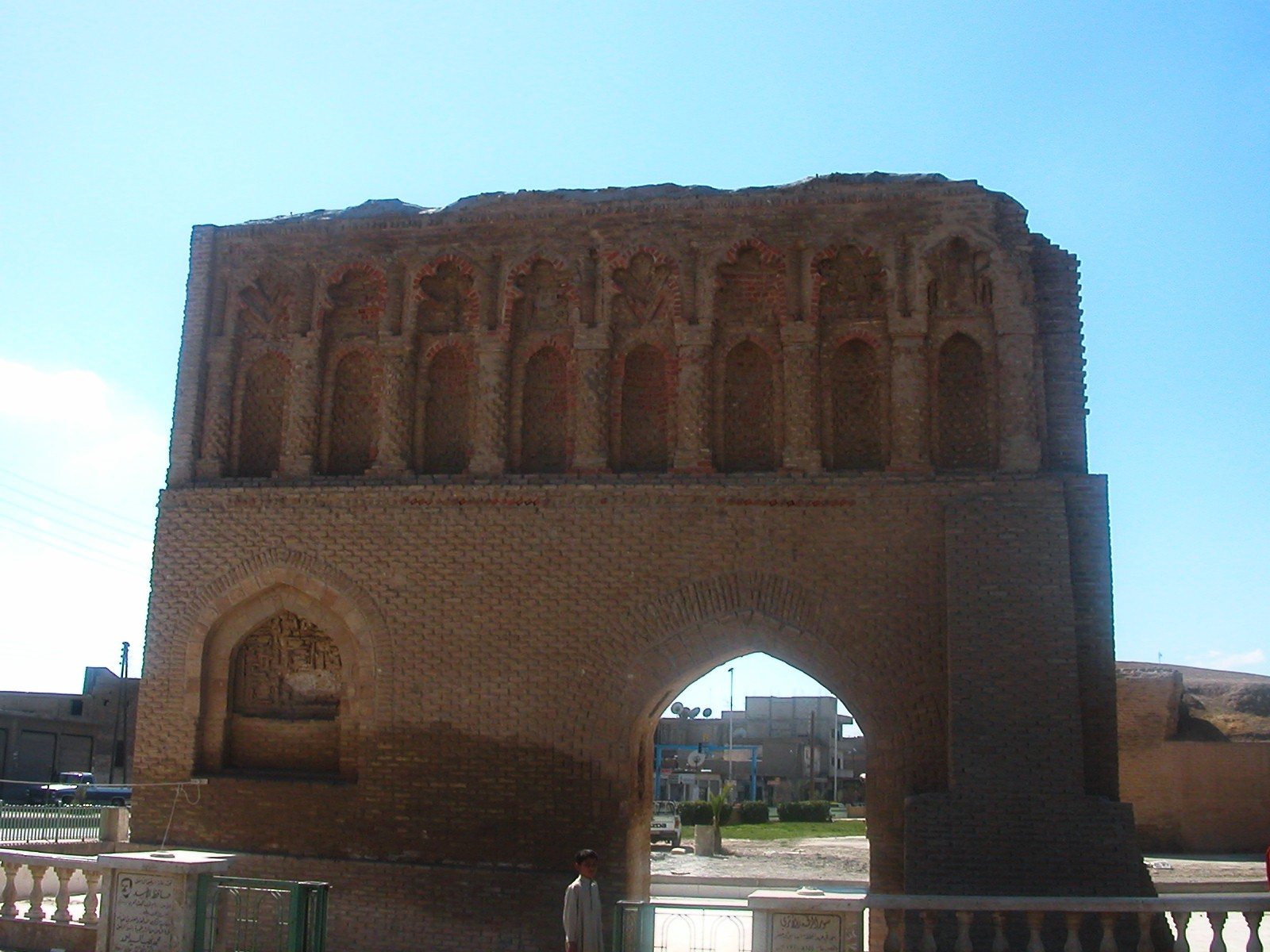
Porta de Bagdade
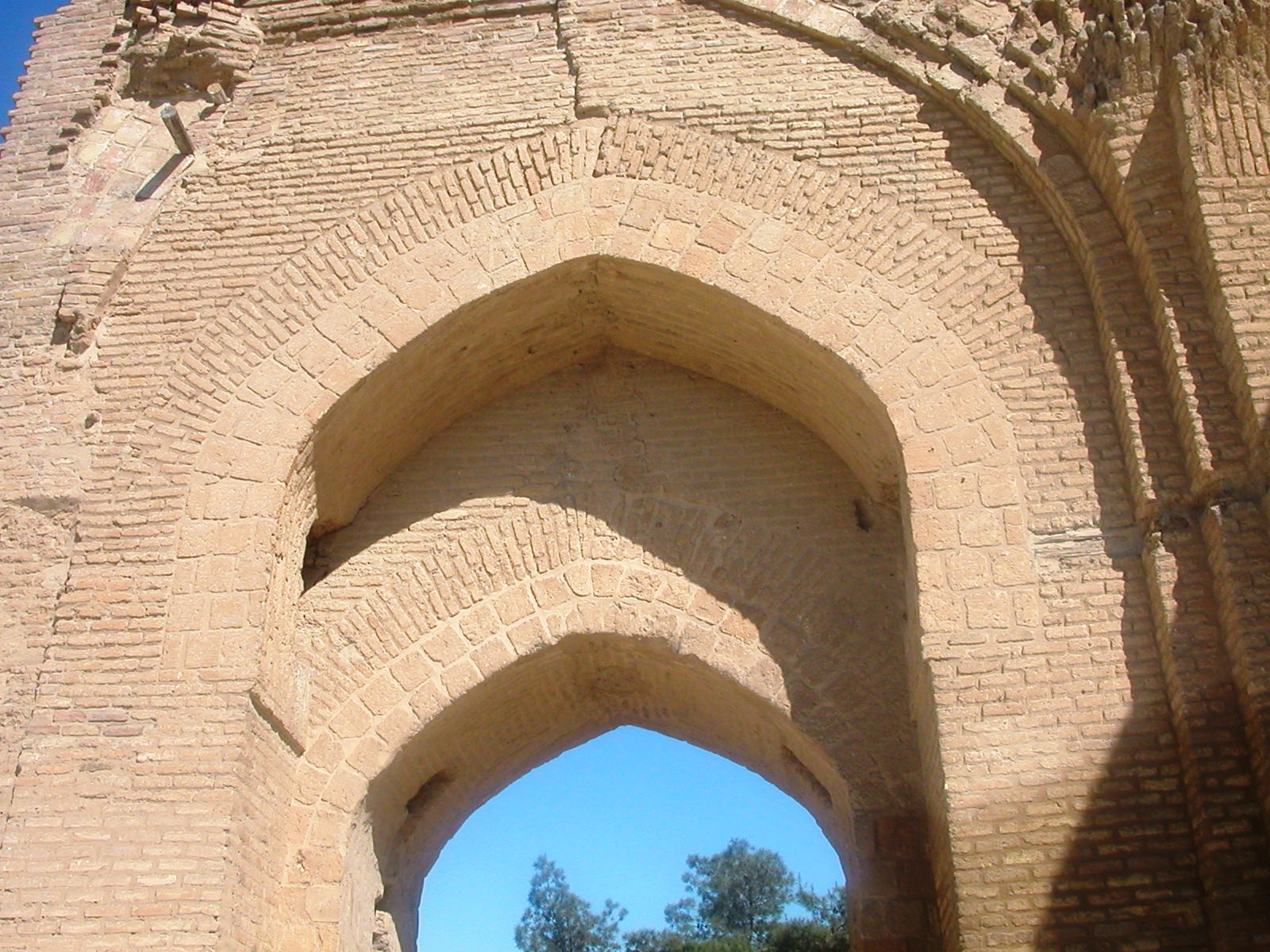
Porta de Bagdade
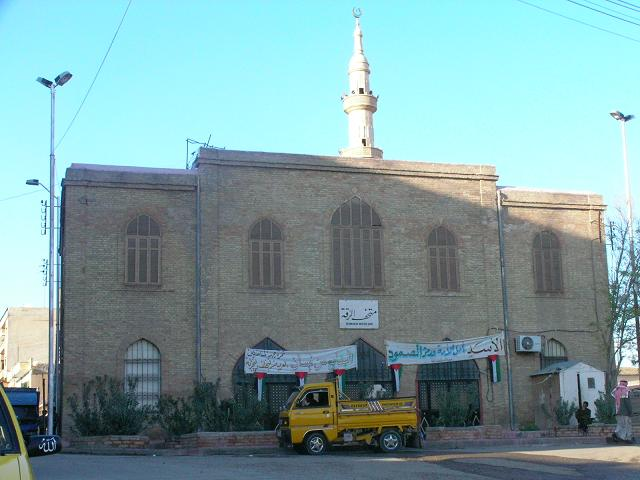
Museu de Raqqa